# 东北中山中学
41°47′25″N 123°24′35″E / 41.790324°N 123.409718°E
东北中山中学，是辽宁省沈阳市的一所中学，原称国立中山中学。1934年3月26日由齐世英等在北平市借报国寺、顺天府等处创办，旨在招收九一八事变东北沦陷后流亡内地的东北籍中学生，是中华民国第一所国立中学。首任校长由原吉林大学校长李锡恩出任。1936年秋，因华北局势危急，迁往南京。